# 카스피안 항공 7908편
카스피안 항공 7908편(Caspian Airlines Flight 7908)은 이란 테헤란에서 아르메니아 예레반으로 향하는 예정된 상업용 항공기로, 2009년 7월 15일 이란 북서부 카즈빈시 외곽의 잔나타바드 마을 근처에 추락했다. 승객 153명, 승무원 15명 전원 보드가 사망했다.
이 추락 사고는 이란항공 655편(1988년), 이란 일류신 Il-76 추락 사고(2003년), 우크라이나 국제항공 752편(2020년)에 이어 이란에서 네 번째로 치명적인 항공 사고였다. 이는 또한 2009년 에어 프랑스 447편에 이어 두 번째로 치명적인 항공 사고였다.
후속 충돌 조사 결과, 사고는 왼쪽 엔진(엔진 #1)의 피로 파손과 그에 따른 로터 디스크의 분해로 인해 발생한 것으로 밝혀졌다. 엔진 고장 외에도 디스크 조각으로 인해 세 개의 유압 제어 시스템 중 두 개가 절단되었고 중앙 엔진(엔진 #2)의 연료 라인이 손상되었다. 손상된 라인에서 누출된 연료가 점화되어 대규모 화재가 발생했고, 이로 인해 엘리베이터와 방향타를 제어하는 구성품이 파괴되어 조종사가 항공기에 대한 통제력을 상실하게 되었다.